# デヴィッド・リンド
デヴィッド・リンド（David Linde, 1960年2月8日 - ）は、アメリカ合衆国の実業家である。ミラマックスやユニバーサルを経て2015年10月よりパーティシパント・メディアのCEOを務めている。

## 生い立ちと学歴
オレゴン州で生まれ、ユージーンで育つ。父は法学教授でオレゴン州最高裁判事のハンス・A・リンドである。1978年にサウス・ユージーン・ハイスクールを卒業した。スワースモア大学を卒業後、後に妻となるガールフレンドのいるニューヨークに移る。

## キャリア
ニューヨークで1984年から1988年までパラマウント映画でパラリーガルとして働き、1988年から1991年まではフォックス・ローバー・アソシエイツの共同社長を務め、300以上のインディペンデント映画、ドキュメンタリー、テレビ番組の販売に携わる。1991年にはミラマックス・フィルムズに入社し、同社時代にクエンティン・タランティーノの『パルプ・フィクション』、ウディ・アレの『誘惑のアフロディーテ』、ウェス・クレイヴンの『スクリーム』、アンソニー・ミンゲラのアカデミー賞受賞作『イングリッシュ・ペイシェント』などの国際配給を手掛けた。
1997年にリンドは製作会社であるグッド・マシンの共同社長とグッド・マシン・インターナショナル（GMI）の社長に就任する。GMIはアン・リーの『グリーン・デスティニー』、アルフォンソ・キュアロンの『天国の口、終りの楽園。』、コーエン兄弟の『バーバー』、トッド・フィールドの『イン・ザ・ベッドルームなどの国際配給を手掛けた。GMIが配給した作品全てでアカデミー賞候補を22個（うち受賞6個）、ゴールデングローブ賞候補を18個（うち受賞5個）を獲得している。一方でグッド・マシンではリンドはトッド・ソロンズの『ハピネス』で製作総指揮を務めた。2002年にリンドとそのパートナーはグッド・マシンをユニバーサル・ピクチャーズを売却し、フォーカス・フィーチャーズを立ち上げた。
リンドはフォーカス・フィーチャーズの共同社長とローグ・ピクチャーズのジャンル製作部門の社長となった。リンデの就任中はロマン・ポランスキーの『戦場のピアニスト』、ソフィア・コッポラの『ロスト・イン・トランスレーション』、フェルナンド・メイレレスの『ナイロビの蜂』、アン・リーの『ブロークバック・マウンテン』などが製作された。リンデの就任中にフォーカスはアカデミー賞候補を53個（うち受賞11個）を獲得した。またリンデ就任中の2008年にローグ・ピクチャーズはレラティビティ・メディアに買収された。またユニバーサル・ピクチャーズの会長も務め、彼は全メディアの国際配給事業を拡大させ、またファミリー・アニメ部門であるイルミネーション・エンターテインメントを立ち上げた。
リンドは長年にわたって世界的な映画製作者との関係を保っており、アレハンドロ・ゴンサレス・イニャリトゥの『BIUTIFUL ビューティフル』、フェルナンド・メイレレスの『360』、チャン・イーモウの『金陵十三釵』と『妻への家路』などでプロデューサーを務めている。
2011年に国際的なプロジェクトの製作・資金調達を手がけるラヴァ・ベア・フィルムズを設立し、CEOとなる。2015年10月にパーティシパント・メディアのCEOとなる。
2016年にドゥニ・ヴィルヌーヴの『メッセージ』で初めてアカデミー作品賞の候補者となる。

## 私生活
既婚者である。またリンドはユダヤ系であり、ウィルシャー・ブルバード・テンプルのメンバーである。

## フィルモグラフィ
- ハピネス Happiness (1998) 製作総指揮
- 楽園をください Ride with the Devil (1999) 製作総指揮
- キング・イズ・アライヴ The King Is Alive (2000) 製作総指揮
- グリーン・デスティニー 臥虎蔵龍 (2000) 製作総指揮
- ストーリーテリング Storytelling (2001) 製作総指揮
- 天国の口、終りの楽園。 Y Tu Mamá También (2001) 製作総指揮
- インプラント They (2002) 製作総指揮
- ラブ・スクール How to Deal (2003) 製作総指揮
- BIUTIFUL ビューティフル Biutiful (2010) 製作総指揮
- 360 360 (2011) 製作総指揮・製作
- 金陵十三釵 (2011) 製作総指揮
- 妻への家路 帰来 (2014) 製作総指揮
- ノー・エスケープ 自由への国境 Desierto (2015) 製作総指揮
- JUKAI-樹海- The Forest (2016) 製作
- おじいちゃんはデブゴン 我的特工爺爺 (2016) 製作総指揮
- メッセージ Arrival (2016) 製作
- ROMA/ローマ Roma (2018) 製作総指揮